# Sequeros
Sequeros es un municipio y localidad española de la provincia de Salamanca, en la comunidad autónoma de Castilla y León. Se integra dentro de la comarca de la Sierra de Francia. Pertenece al partido judicial de Béjar y a la Mancomunidad Sierra de Francia.
Su término municipal está formado por un solo núcleo de población y ocupa una superficie total de 6,27 km². Según los datos demográficos recogidos en el padrón municipal elaborado por el INE en el año 2020, el municipio cuenta con una población de 232 habitantes y una densidad de 37 hab/km². La localidad homónima tiene una población de 227 habitantes.

## Geografía
| Noroeste: San Miguel del Robledo | Norte: Navarredonda de la Rinconada | Nordeste: Garcibuey           |
| Oeste: San Martín del Castañar   |                                     | Este: Villanueva del Conde    |
| Suroeste: Las Casas del Conde    | Sur: Cepeda                         | Sureste: Miranda del Castañar |

## Historia

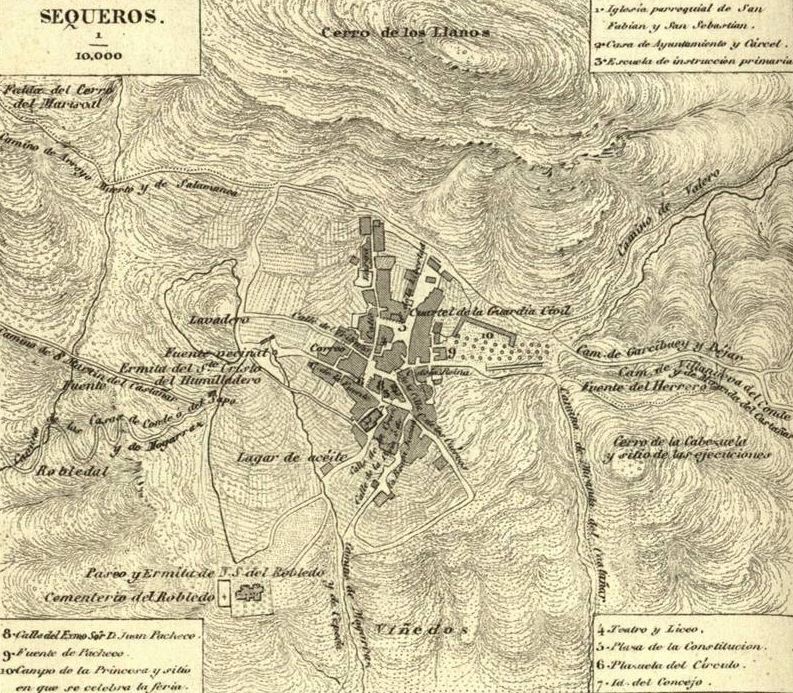
Mapa de Sequeros en 1867

La fundación de Sequeros se encuadra en el proceso de repoblación llevado a cabo por los reyes leoneses en la Edad Media en la Sierra de Francia. De este modo, Sequeros pasó a formar parte del alfoz de Miranda del Castañar tras la creación de éste por el rey Alfonso IX de León en 1213.
En 1756 Sequeros fue elevado al rango de villa mediante título expedido por el rey Fernando VI.
Con la creación de las actuales provincias en 1833, Sequeros fue incluido en la provincia de Salamanca, dentro de la Región Leonesa, siendo una de las cabeceras de partido judicial hasta la desaparición de este partido en 1968 y su integración en el de Salamanca.

### Leyendas
Según la leyenda, Juana Hernández, conocida como la moza santa de Sequeros, antes de fallecer hacia 1424 anunció que se encontraría una imagen de la Virgen María en la Peña de Francia, exactamente el lugar donde en 1434 Simón Vela halló la talla de Nuestra Señora de la Peña de Francia. Se conservan los restos de la "moza santa", junto a los de Simón Vela (donde se aprecia el deterioro no solo por el paso del tiempo, sino por las fracturas que encontramos en su calavera), en la iglesia de Santa María del Robledo de Sequeros.

## Demografía
Sequeros cuenta con una población de 207 habitantes (INE 2024).
| Gráfica de evolución demográfica de Sequeros entre 1842 y 2021                                                      |
| |
| Población de derecho según los censos de población del INE Población de hecho según los censos de población del INE |

Según el Instituto Nacional de Estadística, Sequeros tenía, a 31 de diciembre de 2020, una población total de 232 habitantes, de los cuales 116 eran hombres y 116, mujeres. Respecto al año 2000, el censo refleja 267 habitantes, de los cuales 121 eran hombres y 146 mujeres. Por lo tanto, la pérdida de población en el municipio para el periodo 2000-2020 ha sido de 35 habitantes, un 13 % de descenso.

## Monumentos y lugares de interés

### Camino asentadero-bosque de los espejos
El camino asentadero-bosque de los espejos es una ruta circular de unos 9 km de longitud que recorre las localidades de San Martín del Castañar, Sequeros y Las Casas del Conde. Entre las obras artísticas que se pueden contemplar se hallan A puntadas (Una obra en la que se aprecia una roca sólida la cual tiene unas punzadas con cable de acero y aguja incluida, esta se encuentra en el tramo de Sequeros-Las Casas del Conde) o La casa del árbol (una casa de pájaros de dimensiones humanas en la misma localidad), de Luque López, de Luque López, Mochuelos, de Pablo Amargo, o Efímeras magentas, de José Antonio Juárez. Destacan especialmente las tallas artísticas que se han realizado en ciertos olivos de Las Casas del Conde. El camino pasa en algunos momentos por un camino de piedras antiguo con cierta singularidad, además de fincas, paredes y escaleras que dan a viñedos del lugar.

Arquitectura
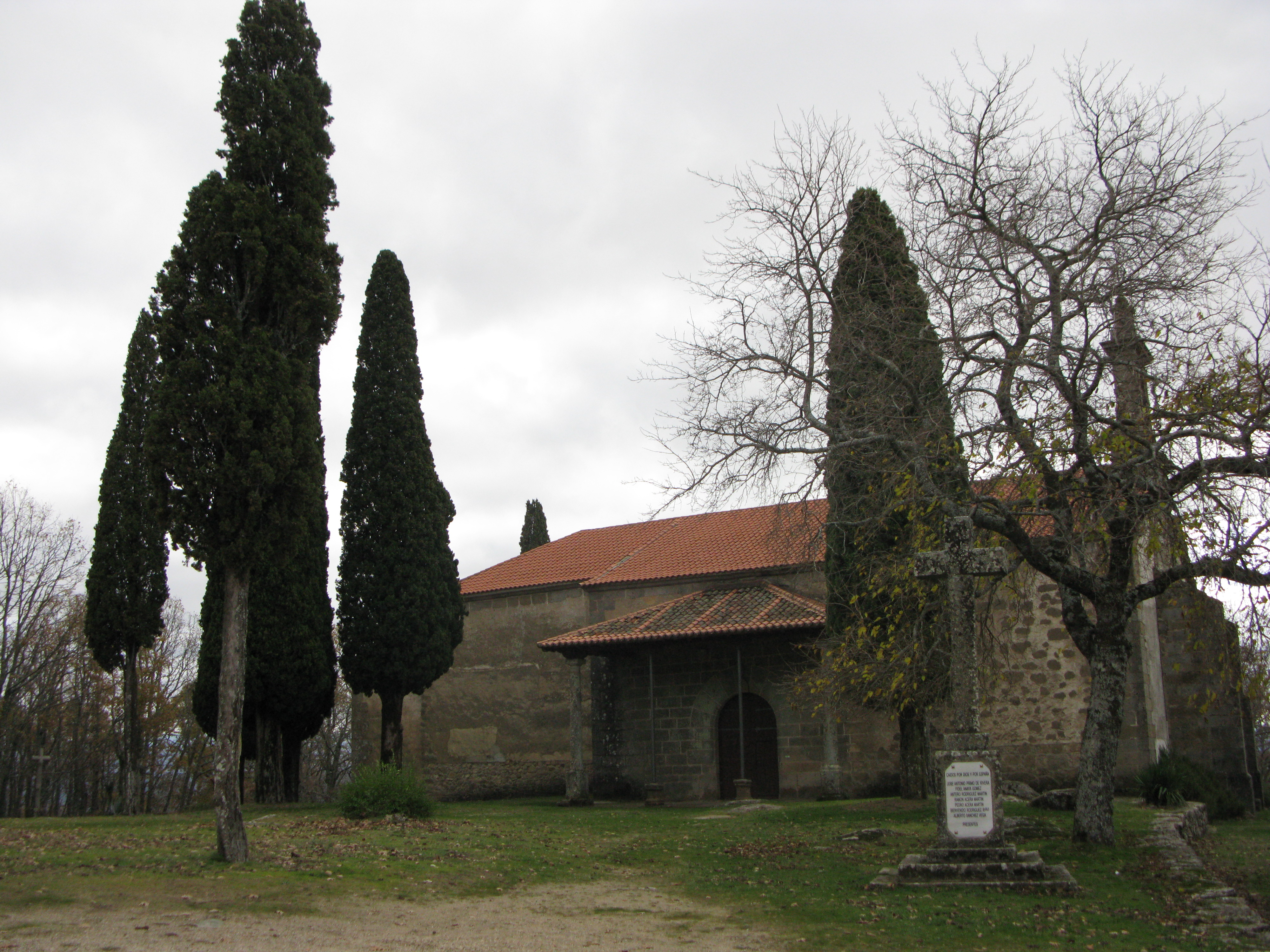
Ermita
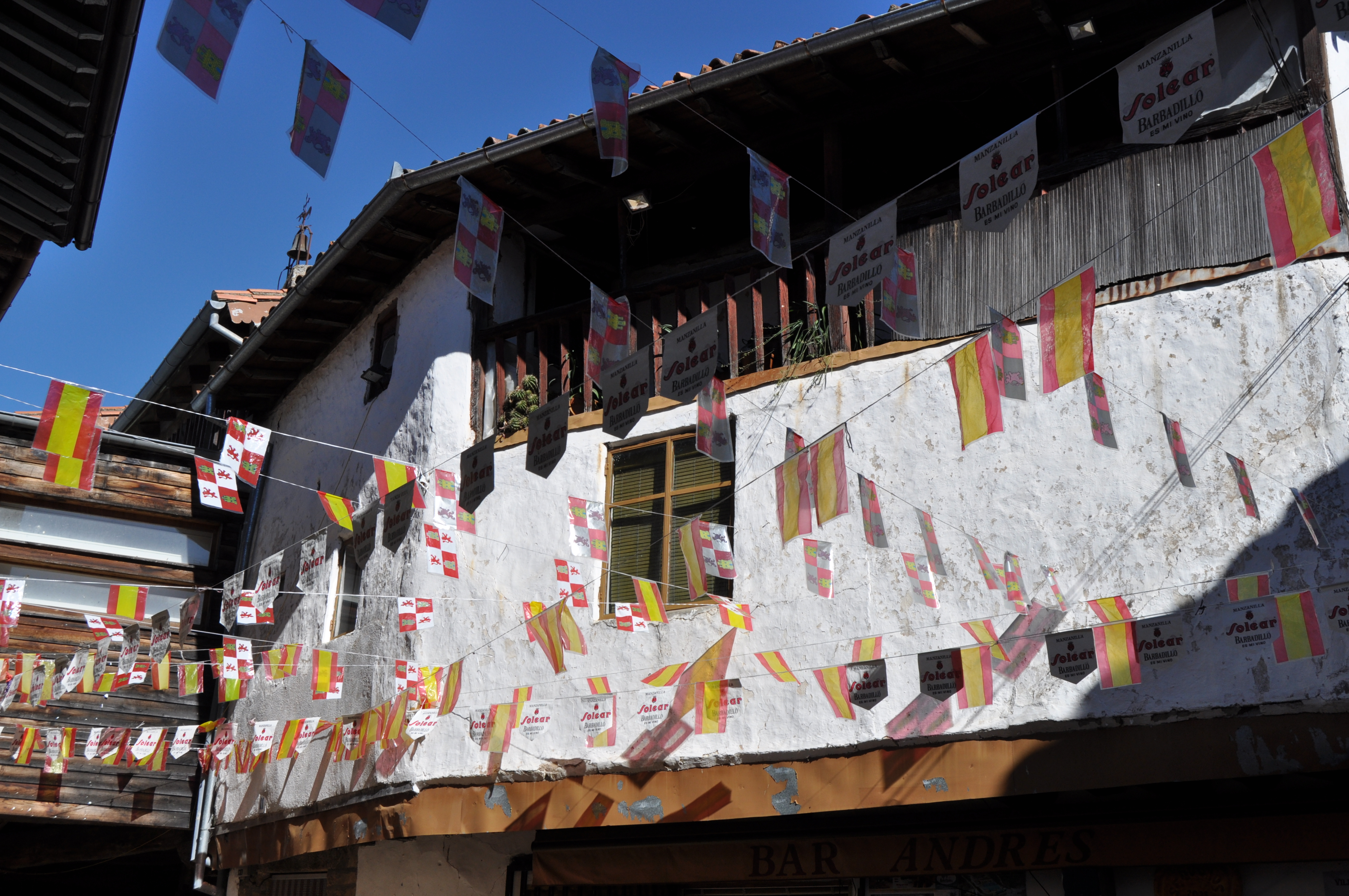
Fiestas
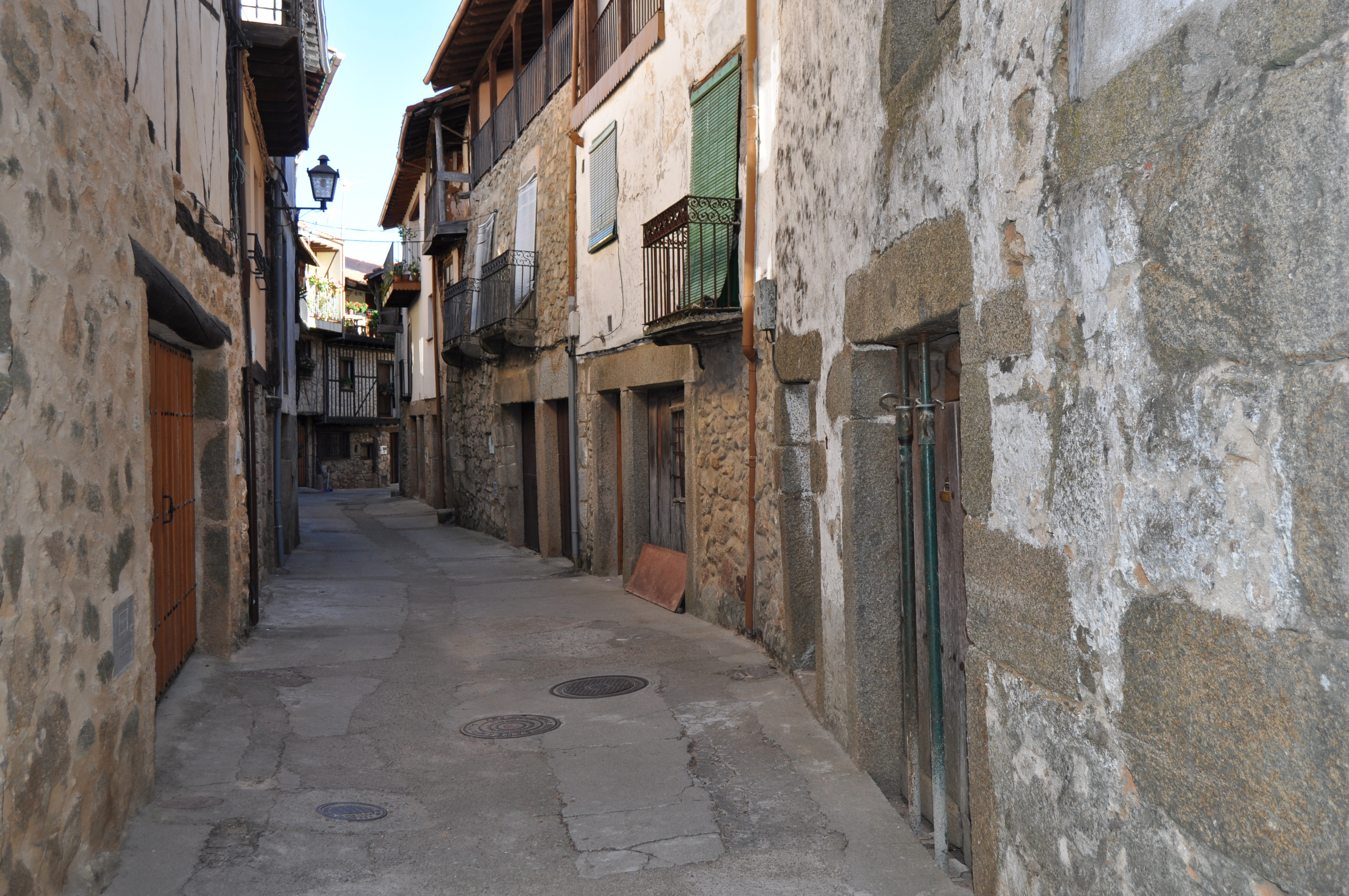
Calles
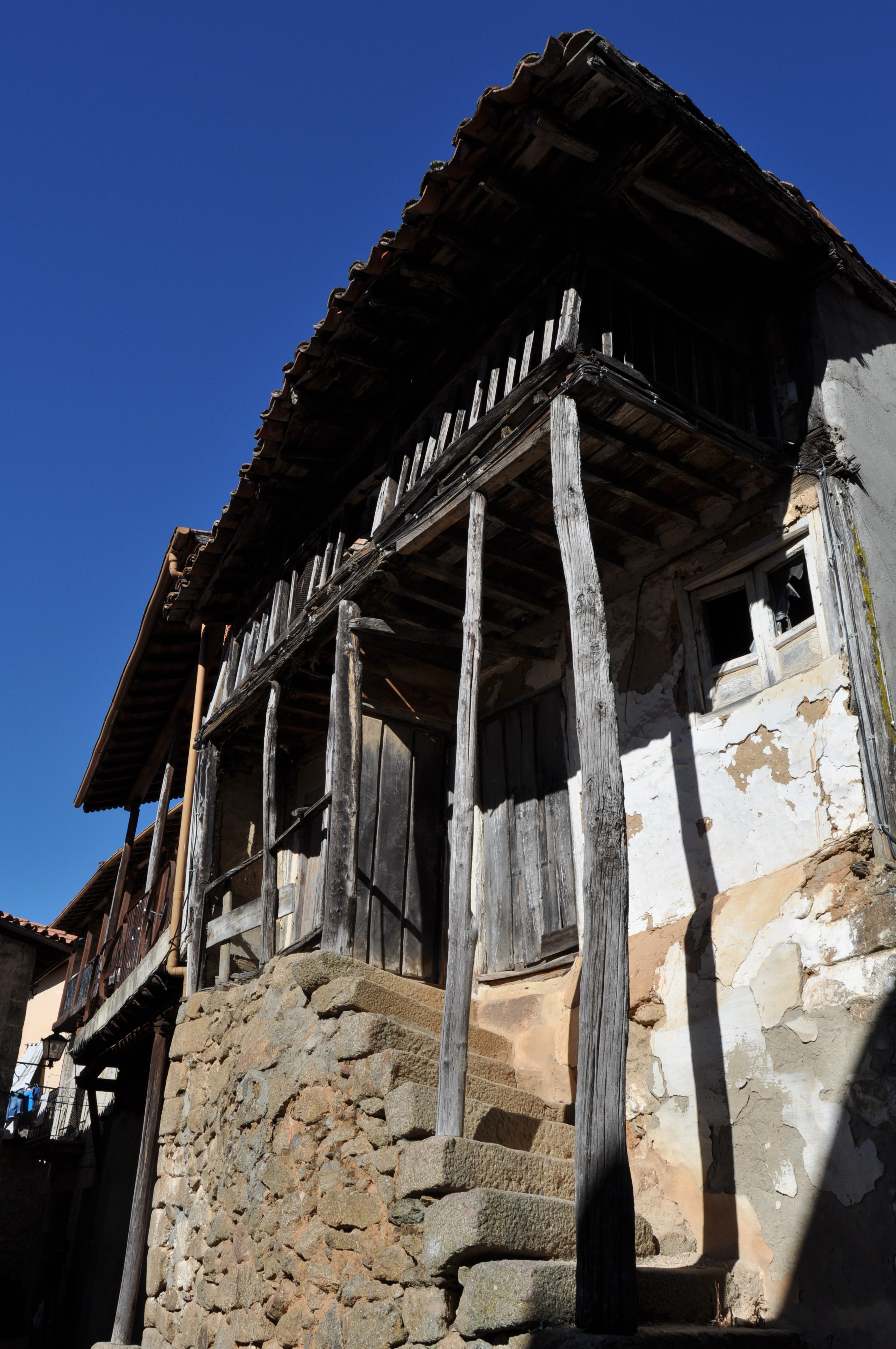
Escalera
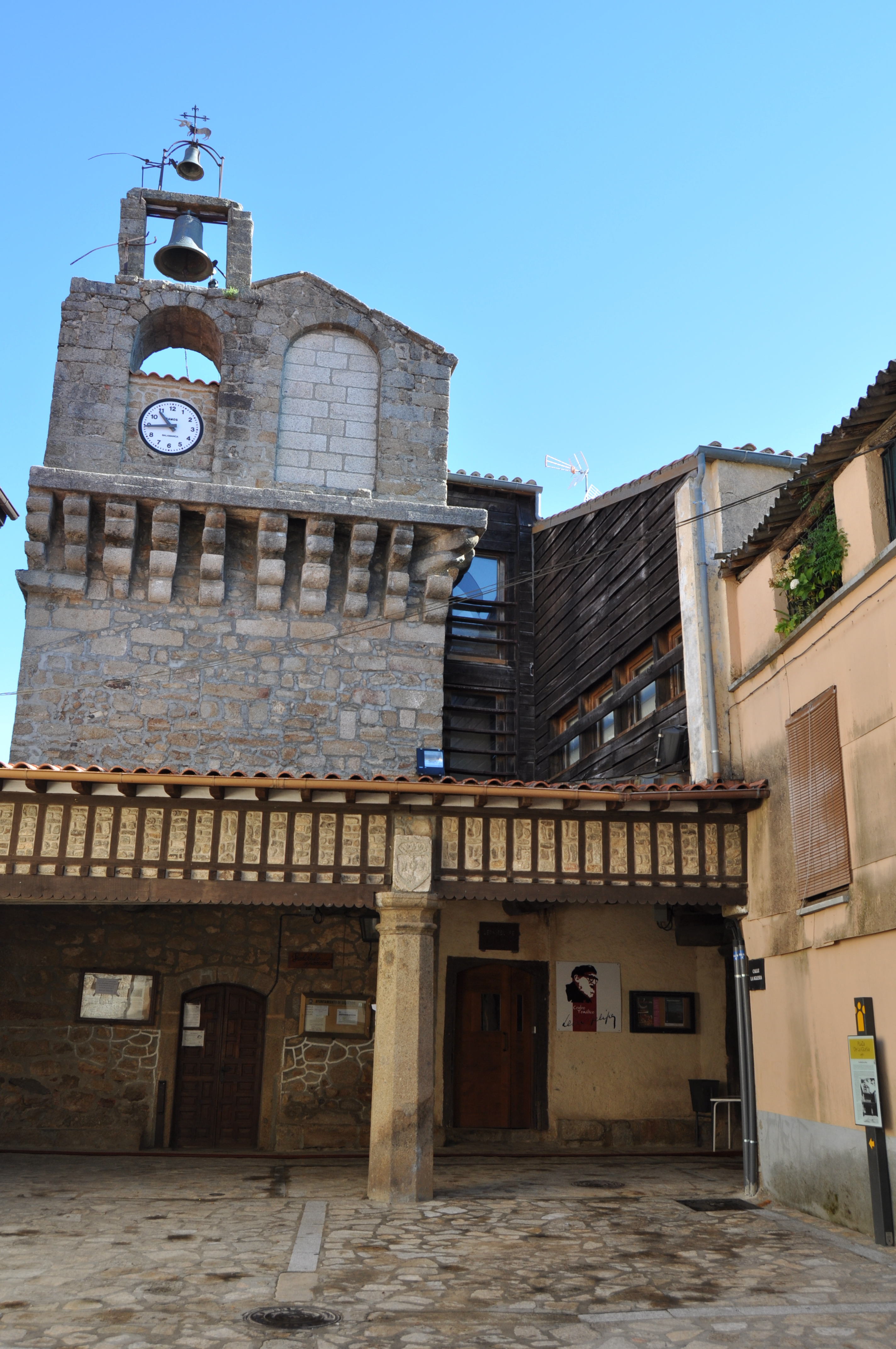
Iglesia

## Administración y política
| Periodo   | Nombre                    | Partido | Partido                                  |
| --------- | ------------------------- | ------- | ---------------------------------------- |
| 1979-1981 | Laureano Marcos Hernández |         | Unión de Centro Democrático (UCD)        |
| 1981-1983 | Manuel Iglesias Rodríguez |         | Unión de Centro Democrático (UCD)        |
| 1983-1987 | Manuel González Hernández |         | Alianza Popular (AP)                     |
| 1987-1991 | Florencia Miguel Martín   |         | Alianza Popular (AP)                     |
| 1991-1995 | Mariano Sánchez Gómez     |         | Partido Popular (PP)                     |
| 1995-2003 | Florencia Miguel Martín   |         | Partido Popular (PP)                     |
| 2003-2007 | María José Barrientos     |         | Partido Socialista Obrero Español (PSOE) |
| 2007-2011 | Pilar Ferrán              |         | Partido Popular (PP)                     |
| 2011-2023 | Mauricio Angulo           |         | Partido Popular (PP)                     |
| 2023-act. | Mauricio Angulo           |         | Vox                                      |

| Partido político                           | 2023  | 2023  | 2023       | 2019  | 2019  | 2019       | 2015  | 2015  | 2015       | 2011  | 2011  | 2011       | 2007  | 2007  | 2007       | 2003  | 2003  | 2003       |
| Partido político                           | %     | Votos | Concejales | %     | Votos | Concejales | %     | Votos | Concejales | %     | Votos | Concejales | %     | Votos | Concejales | %     | Votos | Concejales |
| Vox                                        | 54,94 | 89    | 4          | –     | –     | –          | –     | –     | –          | –     | –     | –          | –     | –     | –          | –     | –     | –          |
| Partido Socialista Obrero Español (PSOE)   | 35,80 | 58    | 1          | 28,02 | 51    | 1          | 20,67 | 37    | 1          | 39,07 | 59    | 2          | 19,89 | 35    | 0          | 64,48 | 118   | 5          |
| Partido Popular (PP)                       | 2,47  | 4     | 0          | 67,03 | 122   | 4          | 58,10 | 104   | 4          | 42,38 | 64    | 3          | 58,52 | 103   | 4          | 32,79 | 60    | 2          |
| Ciudadanos (CS)                            | –     | –     | –          | –     | –     | –          | 18,44 | 33    | 0          | –     | –     | –          | –     | –     | –          | –     | –     | –          |
| Agrupación Independiente de Sequeros (AIS) | –     | –     | –          | –     | –     | –          | –     | –     | –          | –     | –     | –          | 21,02 | 37    | 1          | –     | –     | –          |

El alcalde de Sequeros no recibe ningún tipo de prestación económica por su trabajo al frente del ayuntamiento (2017).